# B1 벙커
B1 벙커는 서울특별시 내에 위치한 수도방위사령부 관할인 한국군의 지휘통제 벙커이다.

## 정보
B1 벙커는 유사시 전쟁 지휘부 역할을 하는 곳이다. 수도방위사령부가 관할하며, 합동지휘통제체계(KJCCS), 전술지휘통제체제(C4I) 등 대통령과 군 관계자들이 전쟁 지휘를 할 수 있는 모든 시스템이 갖춰져 있다. 북한 미사일과 군 움직임을 실시간으로 파악, 대응에 나설 수 있다. 한미연합 을지 프리덤 가디언(UFG) 훈련을 지휘하고 전시 청와대 역할을 하는 대통령 집무실도 있다.
2017년 3월, 한미 연합지휘소연습(CPX)인 키 리졸브 훈련을 B1 벙커에서 진행했다. 훈련 직전에, 2020년대 전시 작전통제권 전환 등에 대비해 B1 벙커를 확장하는 리모델링 공사를 마쳤다. 북한의 EMP 공격에 대비한 방호설비도 완비했다. 수개월간 살 수 있는 식량 등이 비축되어 있으며, 전기차를 이용해 이동할 정도로 규모가 크다. 2017년 8월 23일, 문재인 대통령이 방문했으며 다른 대통령들도 취임 첫해에 B1 벙커를 방문했다.

## CC 평택
B1 벙커보다 더 견고한 핵벙커는 2017년에 건설된 캠프 험프리스의 CC 평택이다. 1조원의 공사비를 들였으며, 미국 핵벙커의 최고 기준에 맞춰 미국이 직접 시공했다.

## 북한
북한 평양시 인근에도 김정은이 지휘하는 김정은 지하벙커가 있다. 전면전이 발생하면 김정은, 북한군 사령관 등 주요 수뇌부는 김정은 지하벙커로 이동한다. 

## 같이 보기
- CP 탱고
- 삼지연 초대소
- 방공호